# Horná Potôň
Horná Potôň est un village de Slovaquie situé dans la région de Trnava.

## Histoire
Première mention écrite du village en 1250.

## Démographie

### Évolution de la population
| Année:               | 1994. | 2004.   | 2014.    | 2024.    |
| -------------------- | ----- | ------- | -------- | -------- |
| Nombre de personnes: | 1841  | 1762    | 1972     | 2260     |
| Différence:          |       | -4,29 % | +11,91 % | +14,60 % |

| Année:               | 2023. | 2024.   |
| -------------------- | ----- | ------- |
| Nombre de personnes: | 2206  | 2260    |
| Différence:          |       | +2,44 % |